# 放肆
《放肆》（I Go To School Not By Bus）是一部香港有关校园LGBT题材的电影短片，导演为吴燧灵。本片由香港同志影展推荐给第25届彩虹绕东京～东京国际男同性恋与女同性恋电影节～“QUEER×ASIA ～APQFFA杰作选～”环节。